# Парк природе Велебит
Парк природе Велебит је заштићено подручје са ендемском копненом флором и фауном у Хрватској, препуно различитих крашких феномена.
Неке од најпознатијих ендемских и ријетких врста које живе у Парку су велебитска дегенија (Degenia velebitica), хрватска гушарка (Arabis croatica), хрватско звонце (Edraianthus graminofolius var. croaticus), риба оштруља (Aulopyge hugeli), дугоноги шишмиш (Myotis capaccinii) и вук (Canis lupus).
Поред тога Велебит је познат по пећинама изузетне љепоте од којих се издвајају Церовачке пећине на јужном Велебиту и Лукина јама на сјеверном Велебиту.